# 1276
1276 (MCCLXXVI) a fost un an bisect al calendarului gregorian.

## Evenimente
- 9 martie: Augsburg devine oraș imperial liber.
- 18 iulie: Pace între regele Siciliei și genovezi: familiile genoveze guelfe Grimaldi și Fieschi revin la Genova.
- 21 noiembrie: Începe războiul dintre români și ruteni.
- 26 noiembrie: Ottokar al II-lea cedează lui Rudolf I de Habsburg Austria, Stiria, Carintia și Carniola, mai păstrând doar Boemia și Moravia.

### Nedatate
- iunie: Regele Rudolf I de Habsburg al Germaniei declară război rivalului său Ottokar al II-lea, regele Boemiei și începe asediul Vienei.
- Generalul mongol Bayan pătrunde în Hangzhou, capitala Imperiului chinez Song; curtea imperială a acestuia se strămută la Guangdong.
- Regele Ierusalimului, Hugues al II-lea de Cipru, abandonează Accra.

## Arte, științe, literatură și filosofie
- Ottokar al II-lea pune piatra de temelie a Minoritenkirche din Viena.

## Nașteri
- 29 septembrie: Christopher al II-lea, viitor rege al Danemarcei (d. 1332)
- Ștefan Uroș al III-lea, rege al Serbiei (d. 1331)
- Vaktang al III-lea, viitor rege al Georgiei (d. 1308)

## Decese
- 10 ianuarie: Grigore al X-lea, papă (n. 1210)
- 22 iunie: Inocențiu al V-lea, papă (n.c. 1220)
- 27 iulie: Iacob I, rege al Aragonului (n. 1208)
- 18 august: Adrian al V-lea, papă (n. 1205)

### Nedatate
- ianuarie: Vasile de Kostroma, mare cneaz de Vladimir (n. 1241).
- Guido Guinizelli, poet italian (n. 1230).
- Rolandino de Padova, jurist italian (n. 1200).

## Înscăunări
- 21 ianuarie: Inocențiu al V-lea, papă (1276)
- 11 iulie: Adrian al V-lea, papă (1276)
- 27 iulie: Petru al III-lea, rege al Aragonului (1276-1285)
- 13 septembrie: Ioan al XXI-lea, papă (1276-1277)
- ianuarie: Dimitri Aleksandrovici de Pereiaslav, mare cneaz de Vladimir (1276-1281)
- Daniel Nevski, mare cneaz de Moscova (1276-1303)
- Ștefan Dragutin, rege al Serbiei (1276-1282)